# Vlag van Linter
De vlag van Linter werd door de gemeenteraad op 26 februari 1990 en nogmaals op 29 oktober 1990 officieel vastgesteld als de gemeentelijke vlag van de Vlaams-Brabantse gemeente Linter. Op 18 december 1990 werd hij door het Bestuur van Vlaanderen bevestigd en uiteindelijk gepubliceerd op 25 september 1991 in het officiële Belgisch Staatsblad.
Officieel wordt de vlag beschreven als:
Gevierendeeld 1. en 4. wit met een geel gekroonde rode leeuw 2. en 3. blauw met een witte gespoorde laars.
De vlag is volledig gebaseerd op het gemeentewapen en ziet er dus helemaal hetzelfde uit.

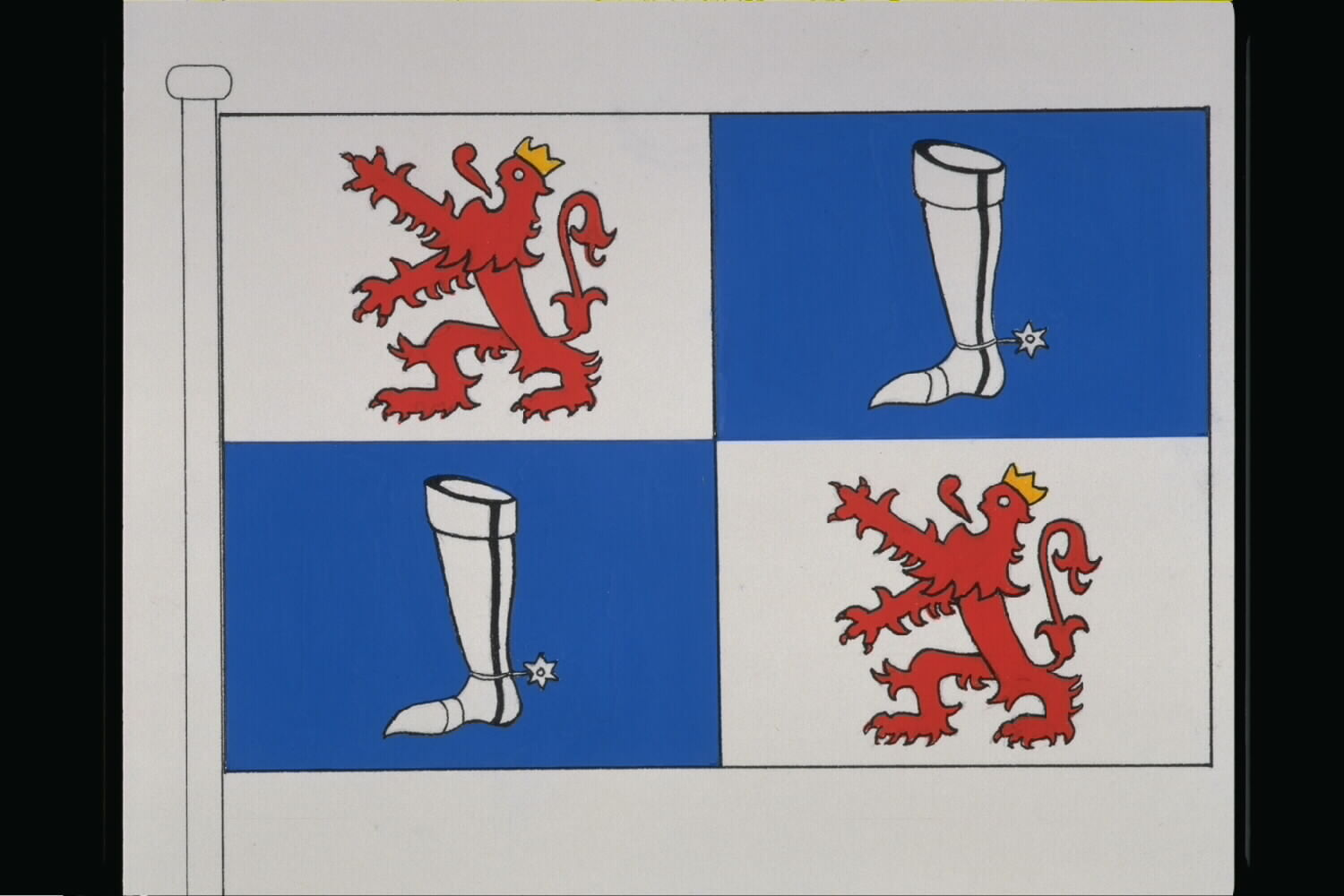
Officiële tekening van de vlag